# Heriades hissaricus
Heriades hissaricus är en biart som beskrevs av Popov 1955. Heriades hissaricus ingår i släktet väggbin, och familjen buksamlarbin. Inga underarter finns listade i Catalogue of Life.